# Homam El-Amin
Homam El-Amin (en arabe : همام الأمين), né le 25 août 1999 à Doha, est un footballeur international qatarien qui évolue au poste de arrière gauche au Al-Gharafa SC.

## Biographie

### Carrière en club
Né à Doha au Qatar, Homam Ahmed y est formé à l'Aspire Academy, avant de passer par la KAS Eupen en Belgique. Il commence ensuite sa carrière professionnelle au Al-Gharafa SC, de retour dans son pays natal. Il joue son premier match avec l'équipe première du club le 28 septembre 2019.

### Carrière en sélection
En novembre 2019, Homam Ahmed est convoqué pour la première fois avec l'équipe nationale du Qatar. Il honore sa première sélection le 14 novembre 2019, lors d'une victoire 2-0 en amical contre Singapour. Il remplace Fahad al-Abdulrahman à la 62e minute. Il s'impose dans les années qui suivent comme un titulaire incontestable à gauche de la défense qatarie.
Le 11 novembre 2022, il est sélectionné par Félix Sánchez Bas pour participer à la Coupe du monde 2022